# لا ديفونس
لا ديفونس في باريس، هي أول منطقة تجارية أوروبية وفقا لمساحتها الكبيرة الواقعة عليها.و تقع في هوت دو سين وفقا للمحور التاريخي لباريس، والذي يبدأ من متحف اللوفر ويستمر إلى الشانزلزيه وقوس النصر، ثم إلى جسر نويي، ثم أخيرا إلى قوس لاديفونس.
بدأ بناء لا ديفونس في 1960،و تتكون أساسا من المباني العالية، وهي أساسا مكاتب (نحو 3 ملايين م²).لا ديفونس هو حي مختلط، وهي ترحب ب000 600 م² من المساكن. في عام 2009، أصبح يوجد في لا ديفونس 2500 شركة و 000 180 موظف وحوالي 000 20 ساكن في 71 برج.
لا ديفونس هي من أقوى المناطق الجاذبة للمستثمرين في أوروبا وفرنسا.

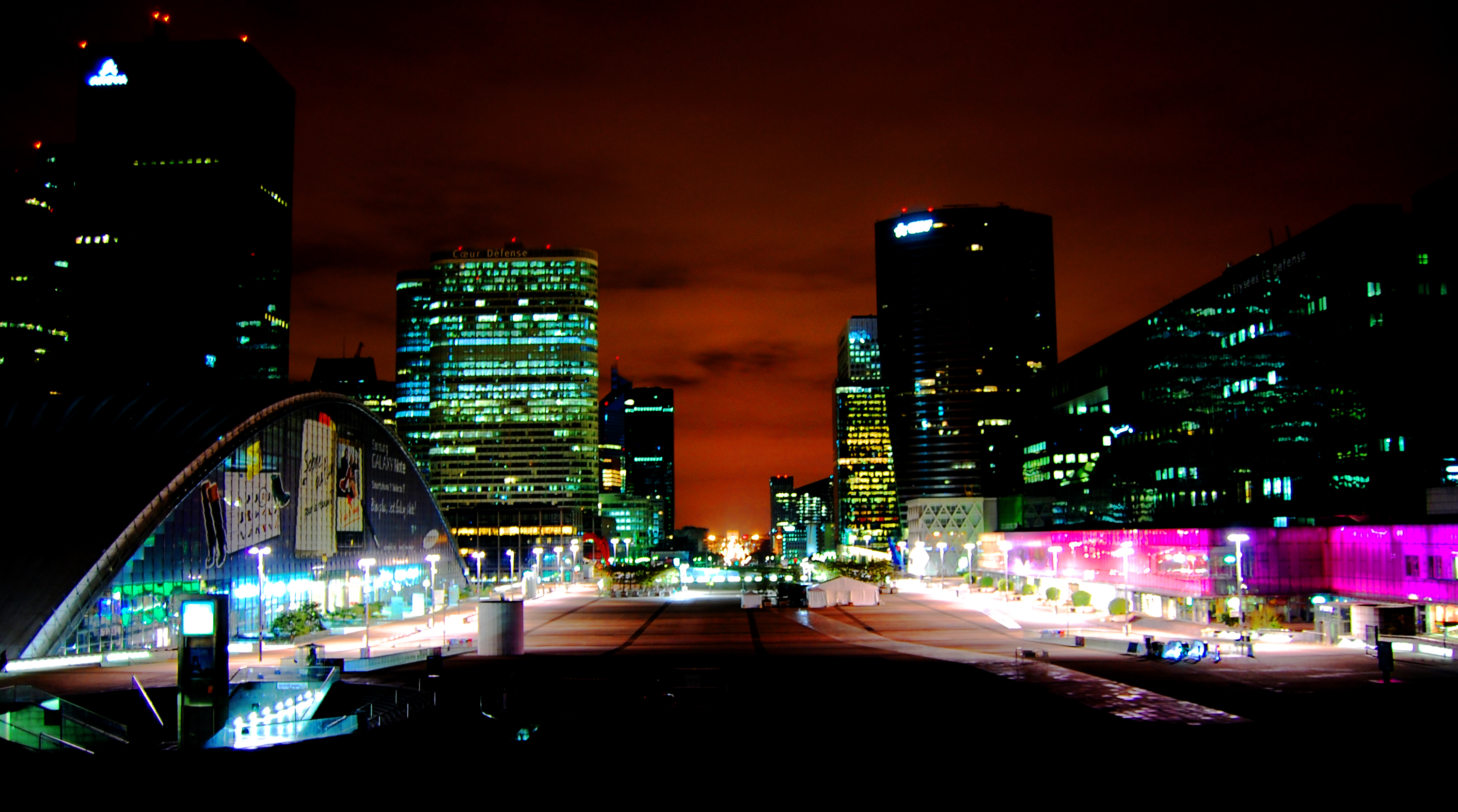
منظر لا ديفونس من قوس لاديفونس في الليل

## شبكة الطرق
وتستند الشبكة في:
- من الطريق السيارة A14 (نفق من لا ديفانس) ومخرجيه الإثنين (واحد لكوربفوا ولا غارن كولومب) والأخر (لبيتوا ونانتار).
- الطريق الدائري من لا ديفونس: الطريق الدائري في الحي عن طريق توفير وصلات وطرق إلى الأماكن المجاورة.
- طرق ما تحت الأرض:هي تؤدي إلى لا ديفونس التي تسمح بالمرور إلى موقف السيارات، ومحطة للحافلات، وهي تقع تحت بلاطة المشاة.

## النقل

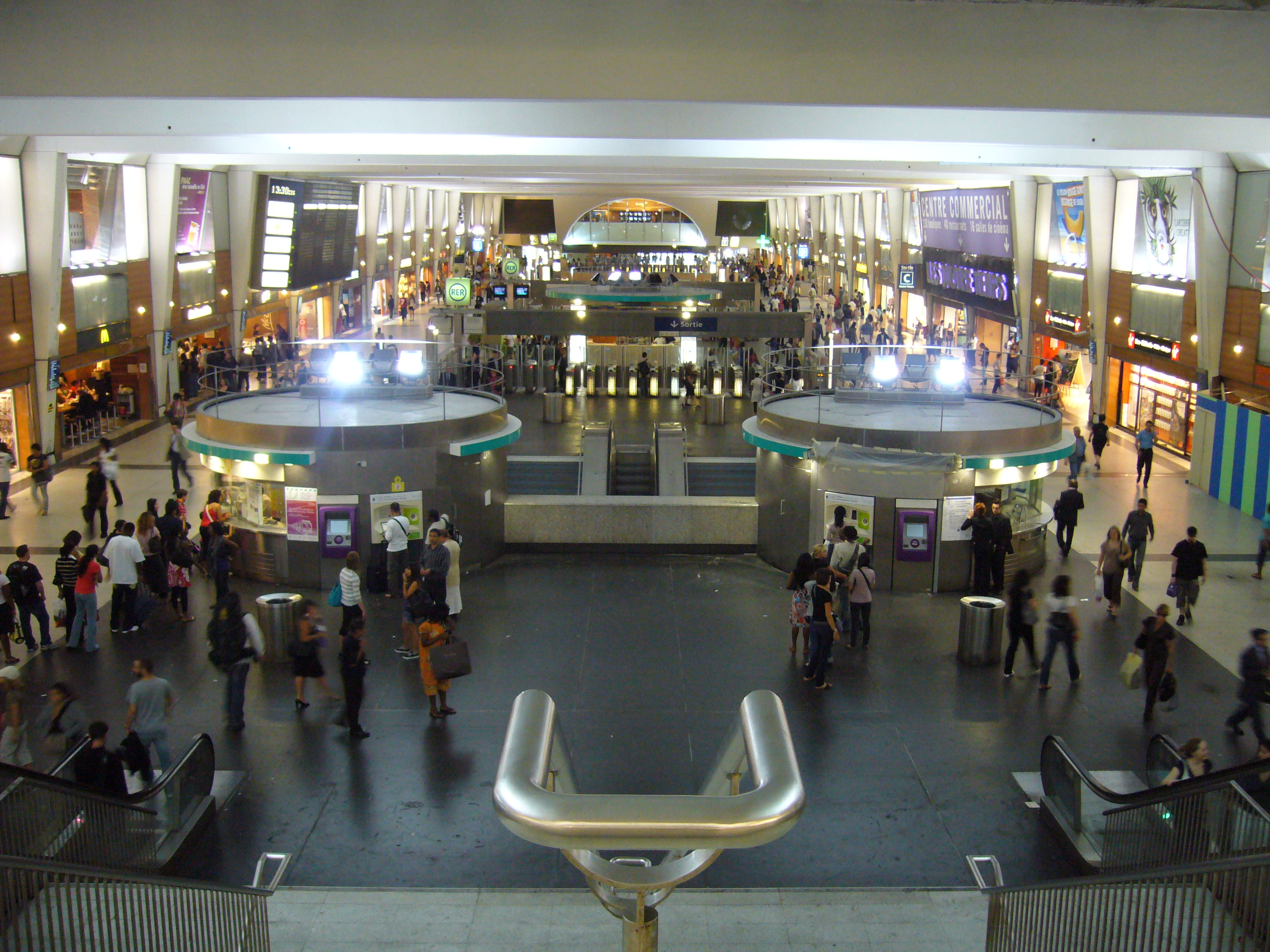
الغرفة التجارية في محطة لا ديفونس

9 موظفين من 10 في عام 2006،في لا ديفونس يستعملون النقل العام.
و يخدم حي لا ديفونس العديد من الخطوط سواء كانت في الحافلة أو مترو باريس:
- محطة لا ديفونس
  - (RER)النقل من وإلى ضواحي باريس هي:AوLوUوTو2.
  - (BUS)الحافلة عدد:73 و141 و144 و159 و161 و174 و178 و258 و262 و272 و275 و276 و278 و360 و378;
- لا ديفونس:
  - المترو:عدد 1
- ساحة لا ديفونس (مترو باريس):
  - المترو:عدد 1
  - الحافلة:73 و157 و158 و174 و175 و176.

## لا ديفونس وأماكن الحياة والسكن

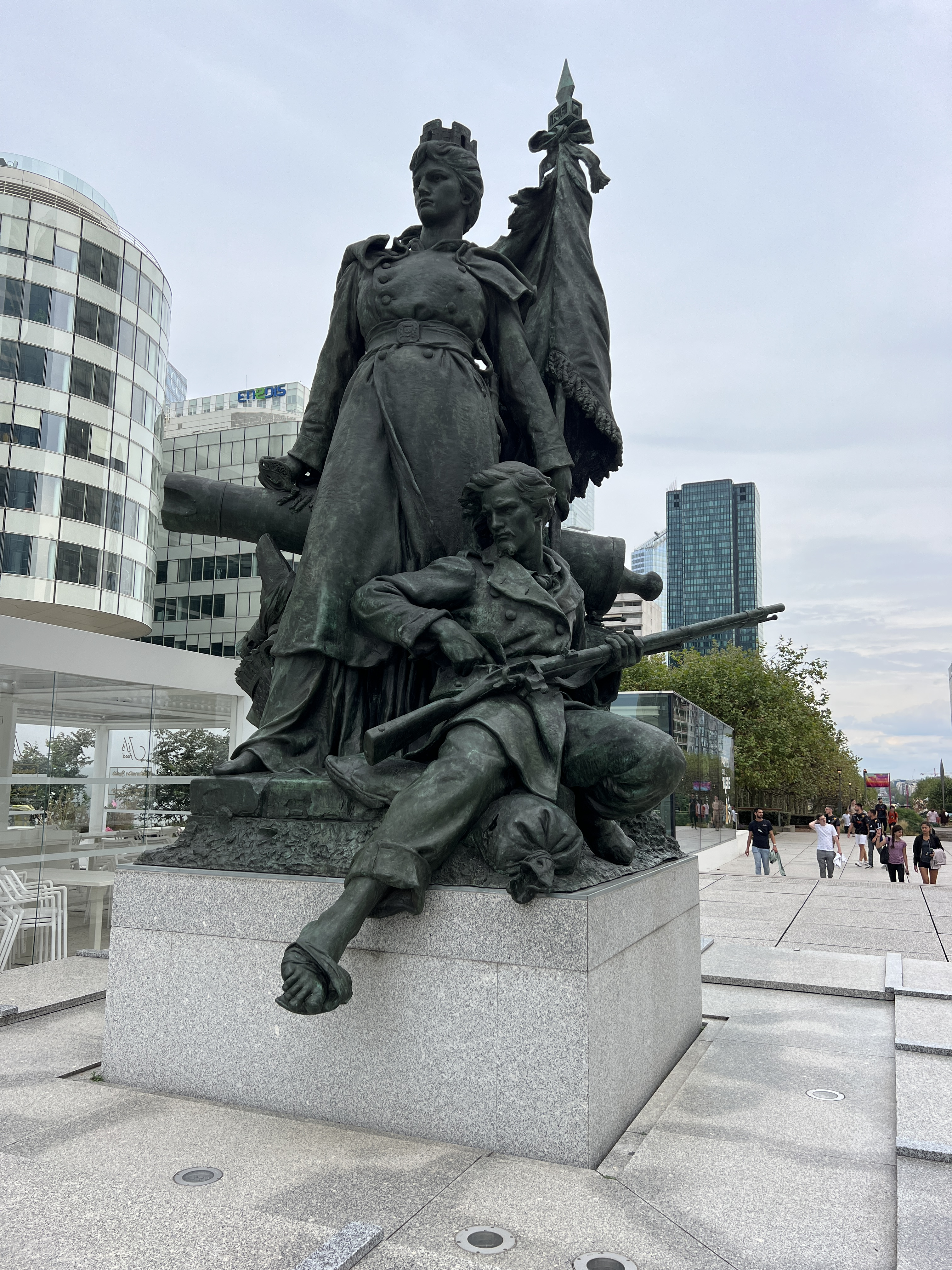
تمثال الدفاع في مركز لا ديفونس

توفر إدارة لا ديفونس مكان للسكن والعيش المريح على درجة من الفخامة العالية والرفاهية وقد وضعت عددا من الفنادق للسياح والعاملين المؤقتين.

## الأرقام
- يوجد 1500 شركة في لا ديفونس من ضمنها 14 من 15 الشركة الأولى في فرنسا ويوجد 15 من ضمن 50 الشركة الأولى في العالم.
- 3 ملايين متر مربع من المكاتب.
- يوجد 000 230 م² من المحلات التجارية من ضمنها 000 130 م² في المركز التجاري الموجود فيها.
- يوجد 600 2 غرفة في الفنادق الموجودة في لا ديفونس.
- 265 مركز لمعالجة الهواء والتهوئة
- 000 400 شخص يمرون يأتون ويذهبون يوميا في لا ديفونس.
- 50 مطعم ومقهى في الهواء الطلق.
- 000 180 موظف.
- 000 20 ساكن.
- 17 كم من الأنابيب.
- 10 كم من شبكة الصرف الصحي.
- 10 كم من أنفاق الخدمات.
- 31 هكتار لمساحة المشاة مقسمة إلى 12 قطعة.
- 14 أنبوب لإضاءة الشوارع.
- 100 مصعد في الأماكن العمومية.
- 50 سلم ميكانيكي في الأماكن العمومية.
- 60 تمثال ضخم للفن المعاصر.
- 11 هكتار مساحات خضراء.
- 20 نافورة منهم 2 أثريتين(نافورة أغام ونافورة أكيس).
- 10 كم من شبكة ري أوتوماتيكي.

## الأبراج

برج أريفا

القائمة الكاملة لأبراج لا ديفونس مع المعلومات الكاملة.

## الثقافة
- لقد تم تصوير العديد من الأفلام في لا ديفونس وهي:

الجناح أو الفخذ، و لكن من الذي قتل باميلا روز، الحياة الثانية, 99 فرنك، الغوغاء, الصندوق الأسود، هندي في المدينة، خادرة اليرقانة، سر لا ديفونس، شركة كبيرة جدا، مثل الأخرى ن، في نشوة القوة، كوكو, كل ما يلمع، ماك, الأفعى، شخص مع شخصان، إرين, أود ايكاروس, إجازة السيد بين (فيلم).
- لقد تم أيضا تصوير الكثير من الأغاني في لا ديفونس:

العنقاء، ريتا ميتسوكو، فورتاست, تونتون دافيد، سباستو, طوكيو هوتال، لوري, ساش، مالا, غونزالس.

## الفنادق
- فندق سوفيتيل باريس لا ديفونس 5 نجوم، 151 غرفة وجناحا.
- فندق فريزر سويتس هرموني، 4 نجوم، و 134 جناحا (38 إلى 70 م ²).
- فندق بولمان لا ديفونس، 4 نجوم، 384 غرفة وجناحا.
- فندق النهضة 4 نجوم، 327 غرفة وجناحا.
- فندق هيلتون لا ديفونس، 4 نجوم، 148 غرفة وجناحا.
- فندق افار غرين، 4 نجوم، 338 غرفة وجناحا.
- فندق نوفوتيل لا ديفونس، 4 نجوم، 280 غرفة.
- فندق ميركيور باريس لا ديفونس، 3 نجوم، 515 غرفة.
- فندق ميركيور لا ديفونس بارك، 3 نجوم، 97 غرفة.
- فندق جودة نزل لا ديفونس، 3 نجوم، 85 غرفة
- فندق باريس سيتادينز لا ديفونس، و 3 نجوم، 234 غرفة.
- فندق الأداجيو لا ديفونس بارك، 3 نجوم، 166 غرفة أو شقة.
- فندق الأداجيو لا ديفونس المتنزه 3 نجوم، و 96 غرف أو شقق.
- فندق لا ديفانس، و 3 نجوم، 140 غرفة أو شقة.
- فندق إيبيس مركز لا ديفونس، 2 نجوم، 286 غرفة.
- فندق إيبيس لا ديفونس كوربفوا، 2 نجوم، 129 غرفة.
- فندق إيتاب لا ديفونس كوربفوا، 1 نجمة و 161 غرفة.
- فندق إيتاب فندق لا ديفونس نانتير،1 نجم، 126 غرفة.

## أحياء مماثلة في مدن أخرى
- كناري وولف، لندن
- المركز،هونع كونع
- الحلقة، شيكاغو
- مدينة لندن، لندن
- كيرشبرغ، لوكسمبورغ
- بنك إنفارتال، فرانكفورت
- مركز مانهاتن، نيويورك
- مدينة موسكو، موسكو
- بودونغ، شانغهاي
- الحي التجاري، أوكلاند
- راتشا براسونغ، بانكوك
- سانتا في، المكسيك
- شومان، بروكسل
- شينجوكو، طوكيو
- فيل ماري، مونتريال

## مقالات ذات صلة
- قوس لاديفونس
- القائمة الكاملة لأبراج لا ديفونس مع المعلومات الكاملة.

## وصلات خارجية
- الموقع الرسمي لا ديفونس.
- موقع تعريفي لا ديفونس.
- موقع لأبنية لا ديفونس.